# Kingdomino
Kingdomino és un joc de tauler del 2016 basat en el dòmino i guanyador del premi Spiel des Jahres. Compta amb dues expansions que afegeixen peces per modificar la puntuació final.

## Regles
Els jugadors han de col·locar fitxes de dòmino que representen paisatges al voltant d'una fitxa central que és el castell del regne. Només cal que una de les dues meitats de la fitxa estigui al costat d'un mateix paisatge. Algunes peces tenen corones estampades a sobre del paisatge. Al final de la partida, les fitxes de cada paisatge es multipliquen pel nombre de corones acumulat a cada sèrie contigua. El repte del joc és triar les peces correctes: si s'opta per escollir les més valuoses de les destapades, a la següent ronda es triarà en darrer lloc. Una altra dificultat és que les fitxes han de formar un quadrat entorn el castell central i, per tant, de vegades no es poden seguir les sèries desitjades. Cada jugador té un minitauler on juga les seves peces però observa els moviments dels adversaris per decidir quines fitxes triar a cada ronda.